# Škriljevec
Škriljevec je naseljeno mjesto u Republici Hrvatskoj u Varaždinskoj županiji. 

## Zemljopis
Administrativno je u sastavu grada Ivanca. Naselje se proteže na površini od 3,47 km². 

## Stanovništvo
Prema popisu stanovništva iz 2001. godine u Škriljevcu živi 268 stanovnika i to u 73 kućanstva. Gustoća naseljenosti iznosi 77,23 st./km².
| broj stanovnika | 172   | 198   | 204   | 265   | 332   | 288   | 300   | 362   | 460   | 447   | 389   | 336   | 316   | 292   | 268   | 247   | 226   |
|                 | 1857. | 1869. | 1880. | 1890. | 1900. | 1910. | 1921. | 1931. | 1948. | 1953. | 1961. | 1971. | 1981. | 1991. | 2001. | 2011. | 2021. |